# Шофуку-Мару (839)
Шофуку-Мару (839) (Shofuku Maru) — транспортне судно, яке під час Другої світової війни брало участь у операціях японських збройних сил на Тихому океані. 
Судно спорудили в 1943 році на верфі Amagasaki Dock в Осаці для компанії Towa Kisen. 
Станом на середину червня 1944-го «Шофуку-Мару» перебувало в Соронзі – значному японському гарнізоні на північно-західному завершенні півострова Чендравасіх (північно-західна частина Нової Гвінеї). 16 червня літаки союзників завдали потужного удару по аеродрому Соронга, а 17 червня бомбардувальники В-25 обрали за головну ціль судна. Після нальоту пілоти відзвітувались про потоплення 5 та пошкодження 1 транспорту загальним тоннажем 10 тисяч тонн. Фактично їм вдалось потопили три транспорти загальним тоннажем дещо менше за 2 тисячі тонн, найбільшим серед яких виявився «Шофуку-Мару».